# Sierra Army Depot
Le Sierra Army Depot (SIAD) est une importante installation de stockage d'équipement militaire de l'armée américaine située près de la localité d'Herlong, en Californie.
Construit en 1942 pendant la Seconde Guerre mondiale, il s'agit de l'une des nombreuses installations de stockage de munitions situées suffisamment à l'intérieur des terres pour être à l'abri des attaques japonaises, tout en étant suffisamment proches des postes militaires et des ports de la côte ouest des États-Unis. Le site est également situé dans une zone sèche et isolée, facilitant le stockage, et dispose de deux pistes d'atterrissage (nommées Amedee Army Airfield).